# 스타방에르 대학교

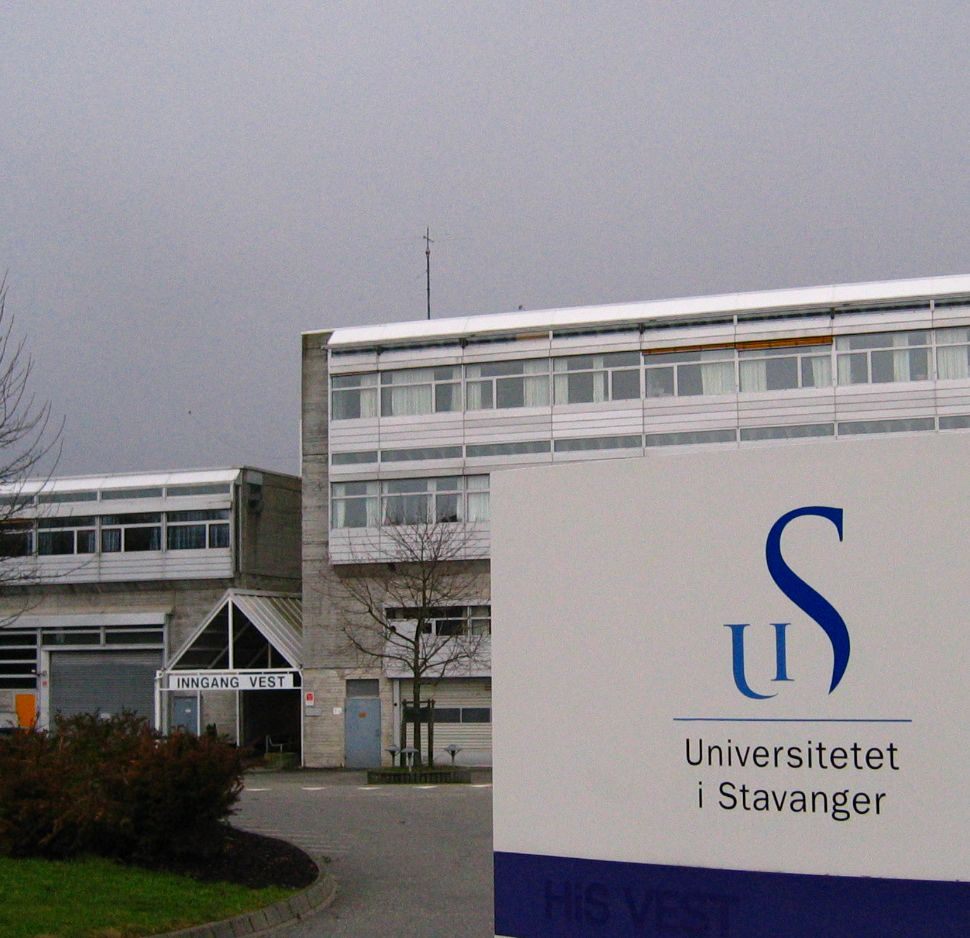
스타방에르 대학교 서쪽 입구

스타방에르 대학교 ( Universitetet i Stavanger : UIS )는 노르웨이 스타방에르에 위치한 공립 종합대학교이다.
현재 약 12,000 명의 학생과 1,600 명의 행정, 교직원이 있다. 2개의 국립연구센터와 고고학 박물관을 포함하여 3 개의 학부로 구성되어 있고, Ullandhaug 인근에 메인 캠퍼스가 있다.
과학 연구원 한 명당 연구 간행물 기준 노르웨이에서 세 번째로 높은 순위를 차지하고 있으며, 2012년 10월 ECIU (European Consortium of Innovative University)의 회원이 되었다.

## 예술과 교육 학부
- 교육 체육학과
- 유아 교육과
- 문화학과
- 음악 무용학과
- 행동 연구 센터
- 국립 독서 교육 및 연구 센터

## 사회 과학부
- 미디어, 문화 및 사회 과학
- 사회학과
- 보건학과
- 노르웨이 호텔 경영 학교
- UiS 비즈니스 스쿨

## 과학 기술 학부
- 석유 공학과
- 전기 컴퓨터 공학과
- 수학 자연 과학과
- 기계 구조 공학 재료 공학과
- 산업 경제, 위험 관리 및 계획학과

## 주목할만한 사람들
- 엘렌 니 베스